# Ruža vjetrova (Gibonnijev album)
Ruža vjetrova je četvrti studijski album hrvatskog pjevača Zlatana Stipišića Gibonnija koji je 1996. godine izdala producentska kuća Croatia Records.

## Popis pjesama
1. Ovo mi je škola
2. Crno ili bijelo
3. Loše vino
4. Nepobjediva
5. Što je meni tvoja nevjera
6. Ispod moga pramca (Tempera)
7. Mogu se kladit' u bilo što (Bez tebe lakše bi' živio)
8. Ako me nosiš na duši
9. Ej, vapore
10. Ruža vjetrova